# Ghiacciaio Krout
Il Ghiacciaio Krout (in lingua inglese: Krout Glacier) è un ghiacciaio tributario antartico, lungo 7 km, che si origina dalle pendici settentrionali delle Prince Olav Mountains, tra il Monte Sellery e il Monte Smithson. Termina il suo percorso andando a confluire nel Ghiacciaio Gough, subito a est del Monte Dodge.
Le Prince Olav Mountains sono una catena montuosa che fa parte dei Monti della Regina Maud, in Antartide. 
La denominazione è stata assegnata dall'Advisory Committee on Antarctic Names (US-ACAN) in onore di Walter L. Krout , della U.S. Navy, operatore addetto alla movimentazione dei macchinari durante l'Operazione Deep Freeze del 1964.